# Eurata breyeri
Eurata breyeri là một loài bướm đêm thuộc phân họ Arctiinae, họ Erebidae.